# Eparchia di Kurgan

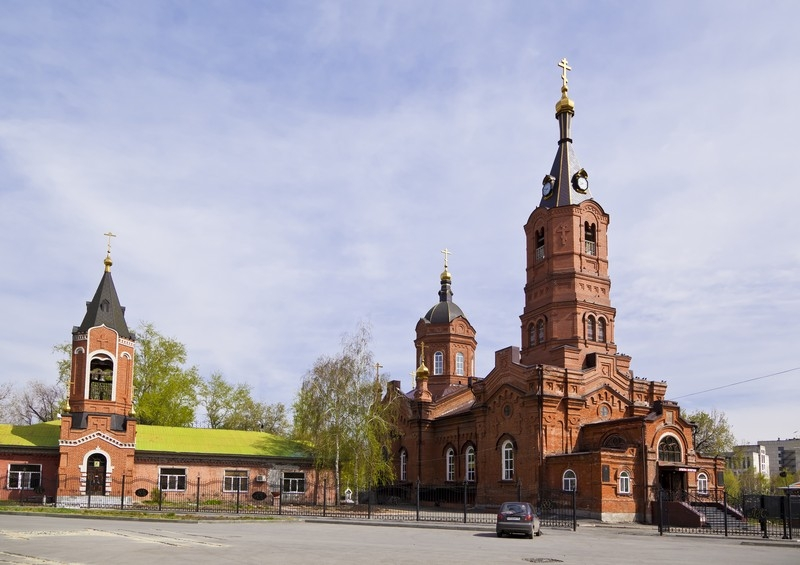
La cattedrale Alexander Nevsky di Kurgan.

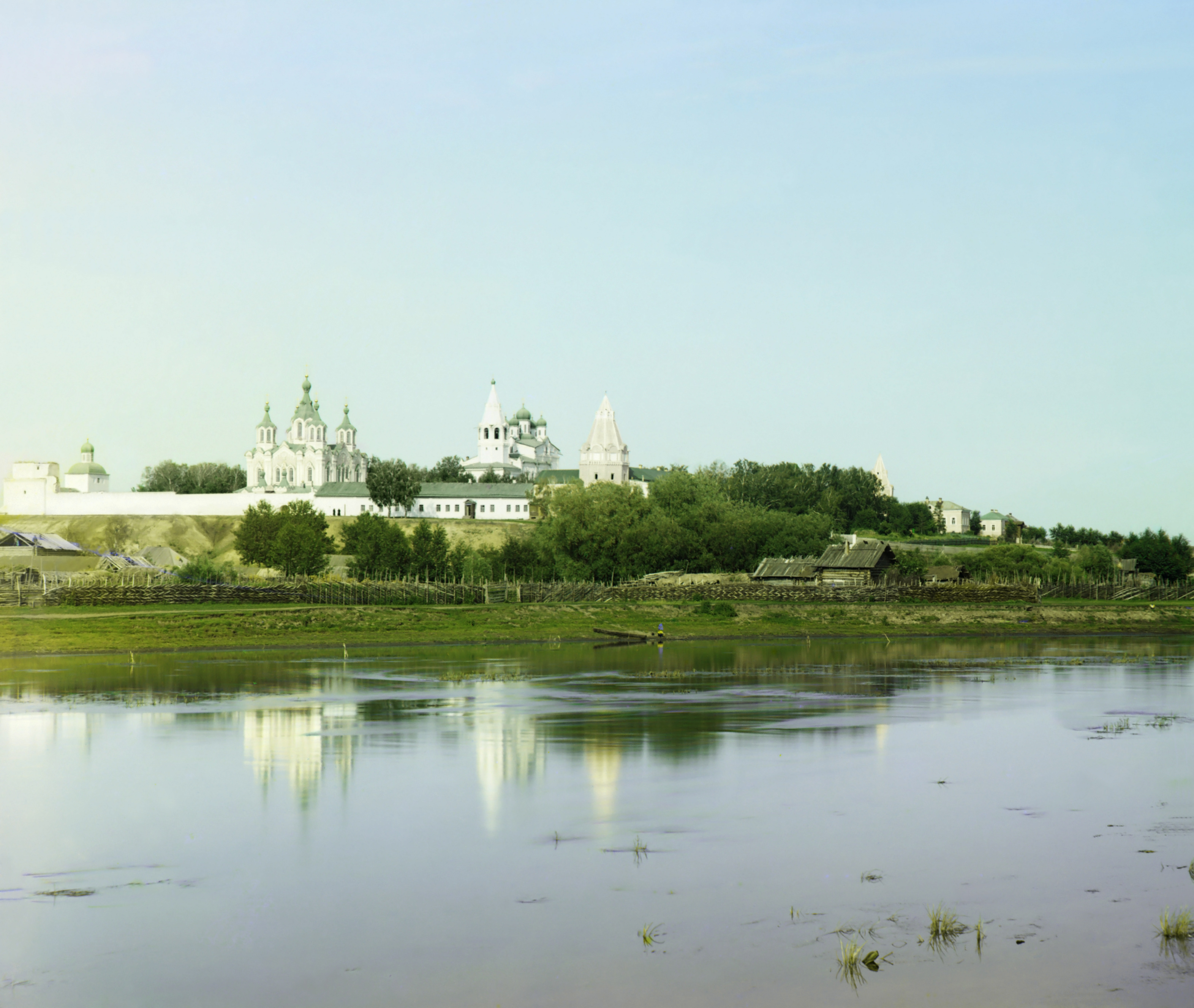
Il monastero della Dormizione della Madre di Dio a Dalmatovo.

L'eparchia di Kurgan (in russo Курганская епархия?) è una diocesi della Chiesa ortodossa russa, appartenente alla metropolia di Kurgan.

## Territorio
L'eparchia comprende la parte centro-orientale della oblast' di Kurgan nel circondario federale degli Urali.
Sede eparchiale è la città di Kurgan, dove si trova la cattedrale Alexander Nevsky.
L'eparca ha il titolo ufficiale di «metropolita di Kurgan e di Belozerskoe».

## Storia
L'eparchia è stata eretta dal Santo Sinodo della Chiesa ortodossa russa il 23 febbraio 1993, ricavandone il territorio dall'eparchia di Ekaterinburg.
Il 5 maggio 2015 ha ceduto porzioni del suo territorio a vantaggio dell'erezione dell'eparchia di Šadrinsk.

## Cronotassi degli eparchi
- Michał Raskowałow, 1993-2008
- Konstantyn Gorianow, 2008-2015
- Józef Bałabanow, 2015-2019
- Daniel Dorowskich, dal 2019